# HMS Oceanway (F143)
HMS Oceanway (F-143) byla doková výsadková loď Britského královského námořnictva. Byla to jednotka třídy Casa Grande a jejími sesterskými loděmi v Royal Navy byly HMS Eastway (F130), HMS Highway (F141) a HMS Northway (F142). Oceanway byla roku 1947 zapůjčena Řecku, o 5 let později byla vrácena do Británie a téhož roku si loď zakoupila Francie a pojmenovala jí Foudre.

## Výzbroj
Hlavní zbraní na lodi bylo127mm dělo Mk 12. Dále byla Oceanway vyzbrojena čtyřmi 40mm protiletadlovými kanóny QF-2 pounder a šestnácti 20mm protiletadlovými kanóny. Loď také nesla tři vyloďovací čluny LCT s pěti středními tanky.

## Galerie

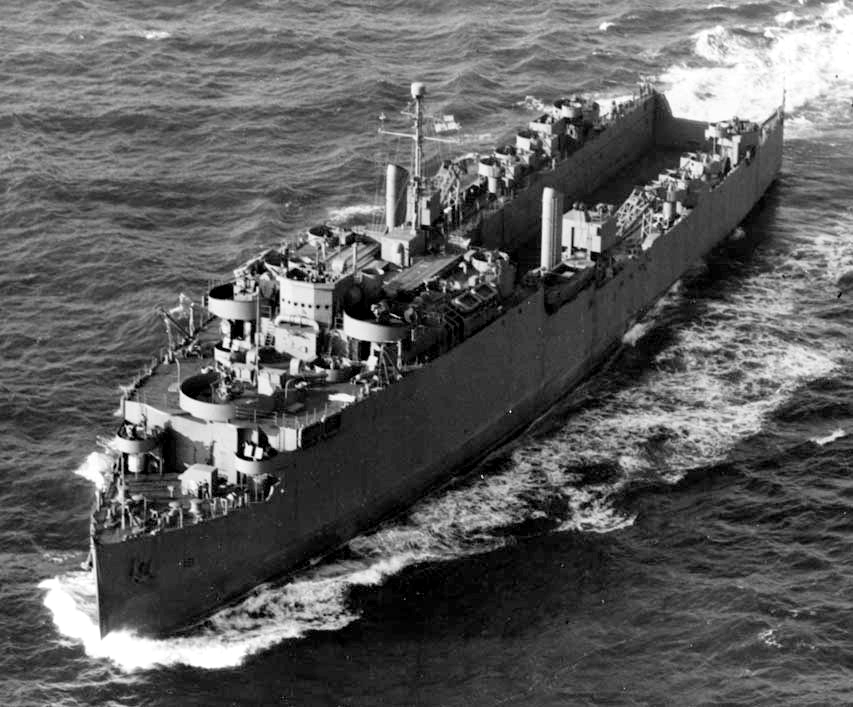
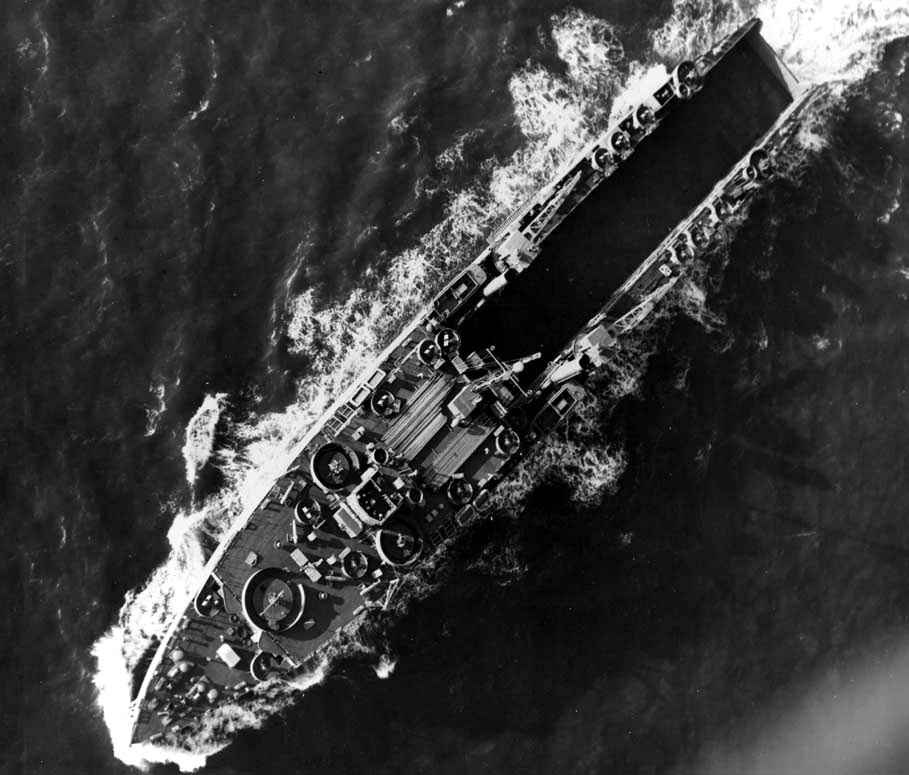